# بیل کربی
بیل کربی (انگلیسی: Bill Kirby؛ زادهٔ ۱۲ سپتامبر ۱۹۷۵) شناگر اهل استرالیا بود.
وی در مسابقات کشوری و بین‌المللی در مجموع برندهٔ ۴ مدال طلا، ۱ مدال نقره شده‌است.